# Gerbilliscus
Gerbilliscus là một chi động vật có vú trong họ Muridae, bộ Gặm nhấm. Chi này được Thomas miêu tả năm 1897. Loài điển hình của chi này là Gerbillus boehmi (Noack, 1887).

## Các loài
Chi này gồm các loài: